# RSX-11

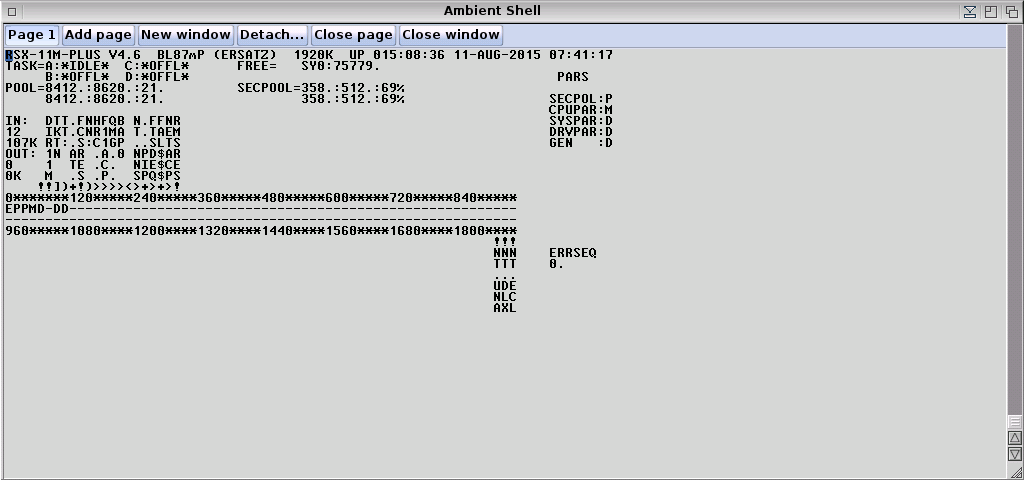

RSX-11，由迪吉多公司在1970年代至1980年代之間開發的即時作業系統家族，主要用於PDP-11平台上。1972年，在PDP-11/40上，開發出RSX-11D。

## 歷史
1972年至1976年間，來自英國的賈斯·沃夫戴爾（Garth Wolfendale）領導RSX-11團隊。他加入了支援22-bit版本PDP-11/70的部份。這個小組，也負責研發迪吉多公司自己的指令集架構。在沃夫戴爾之後，安迪·威爾森（Andy Wilson）與迪吉多公司的英國研發團隊繼續推動指令集架構的研發。
戴夫·卡特勒是RSX-11M計劃的領導者，這個計劃在於將RSX-11D移植到記憶體較小的系統上。
70年代后期，DEC公司在16位的PDP-11的基础上开发了32位的VAX小型计算机。与之相应，开发了基于VAX的操作系统OpenVMS，向后兼容RSX-11，并可以在VAX不同配置的机器上运行。

## 版本
RSX-11有許多不同版本：